# Macau

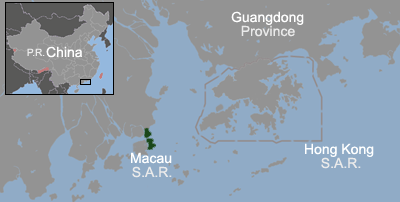

Macau (traditioneel Chinees: 澳門; vereenvoudigd Chinees: 澳门; pinyin: Àomén; Portugees: Macau) is een speciale bestuurlijke regio van de Volksrepubliek China (net als Hongkong). De officiële naam van het gebied is dan ook Speciale bestuurlijke regio Macau van de Volksrepubliek China (traditioneel Chinees: 中華人民共和國澳門特別行政區; vereenvoudigd Chinees: 中华人民共和国澳门特别行政区; pinyin: Zhōnghuá Rénmín Gònghéguó Àomén Tèbié Xíngzhèngqū). Macau leeft met name van het toerisme en van de vele casino's die er staan. Het is een voormalige Portugese kolonie en was destijds een belangrijk handelsknooppunt. Macau ligt 70 kilometer ten zuidwesten van Hongkong en 145 kilometer van Guangzhou.

## Geschiedenis
Ten tijde van de Han-dynastie begonnen vissers zich op de eilanden te vestigen. De ruimte tussen de eilanden werd gebruikt als schuilplaats tijdens storm door schepen van de zijderoute. De kolonie Macau werd gesticht door de Portugezen in 1557 en was daarmee de oudste Europese kolonie in China. Het verhaal gaat dat de Portugezen de A-Matempel binnenkwamen en vroegen waar ze waren. Het antwoord was Ma Kok Miu (zo werd de tempel genoemd) en dit zou later verbasteren tot Macau. Destijds besloeg het alleen het schiereiland. De eilanden Taipa en Coloane zouden pas in de 19e eeuw Portugees worden.
Als Portugese handelspost groeide de bevolking snel en Chinese handelaren hielpen de Portugezen om handelsnetwerken op te bouwen. Hierdoor speelden zowel Portugese als Chinese handelsfamilies een prominente rol en konden ze niet zonder elkaar. Vanuit Macau werd niet alleen handel gedreven met China, maar ook met Japan, de Filipijnen en andere delen van Zuidoost-Azië. Begin 17e eeuw hebben Nederlanders diverse pogingen ondernomen om Macau op de Portugezen te veroveren. In juni 1622 werd de ultieme poging ondernomen met een voor die tijd enorme invasiemacht van 13 oorlogsschepen met zo'n 1300 man. De Portugezen waren niet tegen zo'n invasiemacht opgewassen, maar een toevalstreffer met een kanon afgeschoten door een Jezuïtische priester raakte de buskruitvoorraad van de Hollanders die daarop definitief afdropen. Deze aanval vormde voor de Portugezen de directe aanleiding om de verdediging van de kolonie te versterken en forten te bouwen zoals Guia. Toen de Britten in 1842 Hongkong overnamen verloor Macau haar dominante positie.
Tijdens de Tweede Wereldoorlog was Portugal neutraal en om deze reden werd Macau niet door de Japanners bezet, in tegenstelling tot een groot deel van China en Hongkong. In deze periode kwamen veel Chinese vluchtelingen binnen, ook vanwege de Chinese Burgeroorlog. Tijdens de Culturele Revolutie zag het in het nauw gedreven Portugese bestuur zich genoodzaakt om met China te onderhandelen om zo zeggenschap in Macau te houden.
Na de Anjerrevolutie in 1974 begonnen China en Portugal gesprekken over de overdracht van Macau naar China. Er werd vrij snel een intentie getekend die stelde dat Macau Chinees grondgebied was maar wel onder Portugees bestuur. In januari 1988 ratificeerden beide partijen een verklaring waarin werd vastgesteld dat Macau onder voorwaarde van het een-land-twee-systemen-principe op 20 december 1999 een speciale bestuurlijke regio van China zou worden. Macau zal tot 2049 een zelfstandige positie hebben en kan zelfstandig beleid formuleren, behalve op het gebied van het buitenlands en veiligheidsbeleid. De soevereiniteit werd op 20 december 1999 overgedragen aan de Volksrepubliek China. Om een nieuwe economische impuls te geven werd de goksector geliberaliseerd, hetgeen leidde tot de bouw van grote casino's.

## Geografie en klimaat
Macau bestaat uit drie eilanden die met bruggen en dammen met elkaar verbonden zijn: het hoofdeiland Macau (schiereiland), het middelste eiland Taipa en het zuidelijkste eiland Coloane. Inmiddels zijn Taipa en Coloane door inpoldering met elkaar vergroeid. Het drooggelegde gebied heet Cotai, een porte-manteau van Coloane en Taipa.
Op het schiereiland heeft er onder andere landaanwinning plaatsgevonden door het afsluiten van de baaien die nu resteren als Nam Vanmeer en Sai Vanmeer.
Sinds 1995 heeft Macau een vliegveld, Macau International Airport. Tot die tijd was Macau alleen per boot bereikbaar. Eind 2009 werd de bouw gestart van de Hongkong-Zhuhai-Macau-brug. De brug en tunnel gaat over de hoofdarm van de Parelrivierdelta en verbindt Macau met Hongkong. Sinds de ingebruikname in februari 2018 is de reistijd tussen de twee steden zo'n 40 minuten. Voorheen was de reistijd nog circa 4 uur. Vanaf 2020 zal het eerste deel van de nieuwe lightrail in gebruik worden genomen.
| Maand                  | jan  | feb  | mrt  | apr  | mei  | jun  | jul  | aug  | sep  | okt  | nov  | dec  | Jaar  |
| ---------------------- | ---- | ---- | ---- | ---- | ---- | ---- | ---- | ---- | ---- | ---- | ---- | ---- | ----- |
| Hoogste maximum (°C)   | 29,1 | 30,2 | 31,5 | 35,3 | 37,5 | 36,9 | 38,9 | 38,5 | 38,1 | 36,0 | 34,2 | 30,0 | 38,9  |
| Gemiddeld maximum (°C) | 18,2 | 18,5 | 21,0 | 24,7 | 28,4 | 30,3 | 31,6 | 31,5 | 30,4 | 28,1 | 24,1 | 20,1 | 25,6  |
| Gemiddeld minimum (°C) | 12,5 | 13,6 | 16,2 | 20,2 | 23,6 | 25,6 | 26,2 | 26,1 | 25,1 | 22,6 | 18,3 | 14,0 | 20,3  |
| Laagste minimum (°C)   | −1,8 | 0,4  | 3,2  | 8,5  | 13,8 | 18,5 | 19,3 | 19,0 | 13,2 | 9,5  | 5,0  | 0,0  | −1,8  |
|                        |      |      |      |      |      |      |      |      |      |      |      |      |       |
| Neerslag (mm)          | 27   | 60   | 89   | 195  | 311  | 364  | 297  | 343  | 220  | 79   | 44   | 30   | 2.059 |
| Bron: WeerOpReis.com   |      |      |      |      |      |      |      |      |      |      |      |      |       |

## Demografie
Macau is het dichtstbevolkte van alle landen en afhankelijke territoria ter wereld, met een dichtheid van 20.481,9/km² (2020). Met 30 km² is het kleiner dan Vlieland.
95% van Macaus inwoners is van oorsprong Han-Chinees, waarvan de meeste Kantonees. Toen Macau door China bestuurd ging worden vertrokken veel Chinezen en Portugezen, men was bang voor de communistische grootmacht. De bevolkingsgroei bestaat voornamelijk uit Chinezen uit de Volksrepubliek en overzeese werkers. In 2008 had Macau 460.823 inwoners. De meest gesproken taal in de regio is het Standaardkantonees.
Zowel Chinees (met Standaardmandarijn en Standaardkantonees) als Portugees zijn officiële talen. Andere talen zoals Engels en Helaohua worden in aparte gemeenschappen gesproken. Voor het Chinees wordt er gebruikgemaakt van traditionele Chinese karakters.
Tegenwoordig kampt Macau met een groot probleem: het gebied heeft een groot tekort aan werknemers, waardoor veel winkels zijn gesloten in de laatste tien jaar. De gokpaleizen zijn de oorzaak; zij bieden een loon dat drie keer zo hoog ligt als het standaardloon in Macau. Er zijn echter ook veel Hongkongse werkzoekenden naar het gebied gekomen, waardoor de arbeidersmarkt toeneemt. Ze werken nu voornamelijk in de culturele sectoren en verdienen 25% meer dan de gemiddelde Hongkong-Chinees.

## Cultuur
Dat Macau meer dan vierhonderd jaar een Portugese handelspost was aan de Chinese kust is duidelijk zichtbaar in de koloniale architectuur, de cultuur. Het is gebruikelijk om iemand te begroeten met de Portugese zin Como te vai.
In de Macause keuken is de invloed van de Portugese keuken terug te zien. Dit komt o.a. doordat de Portugese bewoners destijds de gerechten die ze thuis gewend waren probeerden na te maken met Chinese ingrediënten. Verder is zij beïnvloed door de Kantonese, Indiase en Maleisische keukens. Bekend gerechten zijn: Galinha à portuguesa, kip in Portugese saus (milde kokoscurry), en Galinha à africana, kip van de barbecue in piripirisaus. Portugese gerechten die veel in kraampjes worden verkocht zijn Pastel de Belém, karbonadebroodjes en amandelkoeken.

## Religie
De meeste inwoners van Macau doen aan de Chinese volksreligie. 7% van de bevolking is rooms-katholiek en 2% is protestants. 17% beoefent het Mahayana-boeddhisme.
Andere statistieken wijzen uit dat 92,3% van de Macaunezen boeddhist is.
Op het eiland zijn twee grote standbeelden te vinden, het beeld van A-Ma vlak bij de Tin Hau tempel en het 32 meter hoge Kun Iam-beeld van de godin Guanyin dat voor de kust van het schiereiland staat.

## Politiek
Onder het principe van "één land, twee systemen" heeft Macau een zelfbestuur, behalve in defensie en buitenlandse zaken. Het hoofd van de overheid is de regeringsleider, de Chefe do Executivo (sinds 2019 Ho Iat-seng).
De wetgevende macht ligt in de Wetgevende Vergadering van Macau. Dit orgaan telt 29 leden: 12 direct gekozen leden, 10 indirect gekozen leden en 7 leden gekozen door de regeringsleider van Macau.
Zie: Politieke partijen in Macau

## Toerisme
Het toerisme bloeit in Macau met een snel toenemend aantal toeristen. De meeste toeristen komen van het Chinese vasteland of Hongkong. Macau heeft ook "the Future Award 2007" in ontvangst mogen nemen voor meest belovende toeristenlocatie van Azië. Macau hanteert de eigen Macause pataca als munteenheid, die een vaste wisselkoers heeft met de Hongkongse dollar.
Er is een aantal casino's in Macau en Taipas. Deze vormen een van de grootste inkomstenbronnen van Macau. De meeste casinoresorts liggen aan de Cotai Strip (zie ook Casino's van Macau).
Sinds 1954 wordt jaarlijks in november de Grand Prix van Macau gehouden. Dit gebeurt op het Circuito da Guia, het stratencircuit op het schiereiland van Macau en bevat drie onderdelen: de Grand Prix Formule 3, de toerwagenrace "Macau Guia" en de Grand Prix voor motorfietsen. Het stratencircuit is extreem uitdagend, met vele nauwe bochten en scherpe hoeken en wordt gezien als een serieuze mijlpaal voor toekomstige Formule 1-racers.
Naast de casino's zijn historische koloniale overblijfselen de grootste attracties van Macau. In 2005 werd het historische centrum van Macau door UNESCO tot Werelderfgoed verklaard.

## Stedenbanden
- Brussel (België)
- Coimbra (Portugal)
- Đà Nẵng (Vietnam)
- Linköping (Zweden)
- Lissabon (Portugal)
- Luanda (Angola)
- Porto (Portugal)
- São Paulo (Brazilië)

## Geboren
- Chan Kin Man (1953), autocoureur
- Michelle Reis (1970), filmactrice

## Trivia
- Macau is bekend van zijn wegrace. Een bekende winnaar van deze race is Michael Schumacher geweest. Zie ook: Circuito da Guia.
- De roman Het verboden rijk van de Nederlandse scheepsarts en schrijver J. Slauerhoff speelt zich grotendeels af in en rond Macau, zowel het vroege als het Macau van begin 20ste eeuw, toen de Portugese kolonie als handelshaven werd voorbijgestreefd door Hongkong. In een van zijn nagelaten papieren beschrijft Slauerhoff hoe hij oudjaarsdag 1926 op Macau doorbracht. Net als Macau voelde ook hij zich toen vervallen en afgemat. In 1928 verscheen zijn dichtbundel Oost-Azië met daarin de cyclus Macau. De mythe rond de godin A-Ma die op Macau wordt vereerd in de A-Matempel, werd door hem bewerkt tot het verhaal Legende van de zee.
- Macau en Hongkong zijn de enige plekken in China waar men links rijdt.[6]

## Foto's

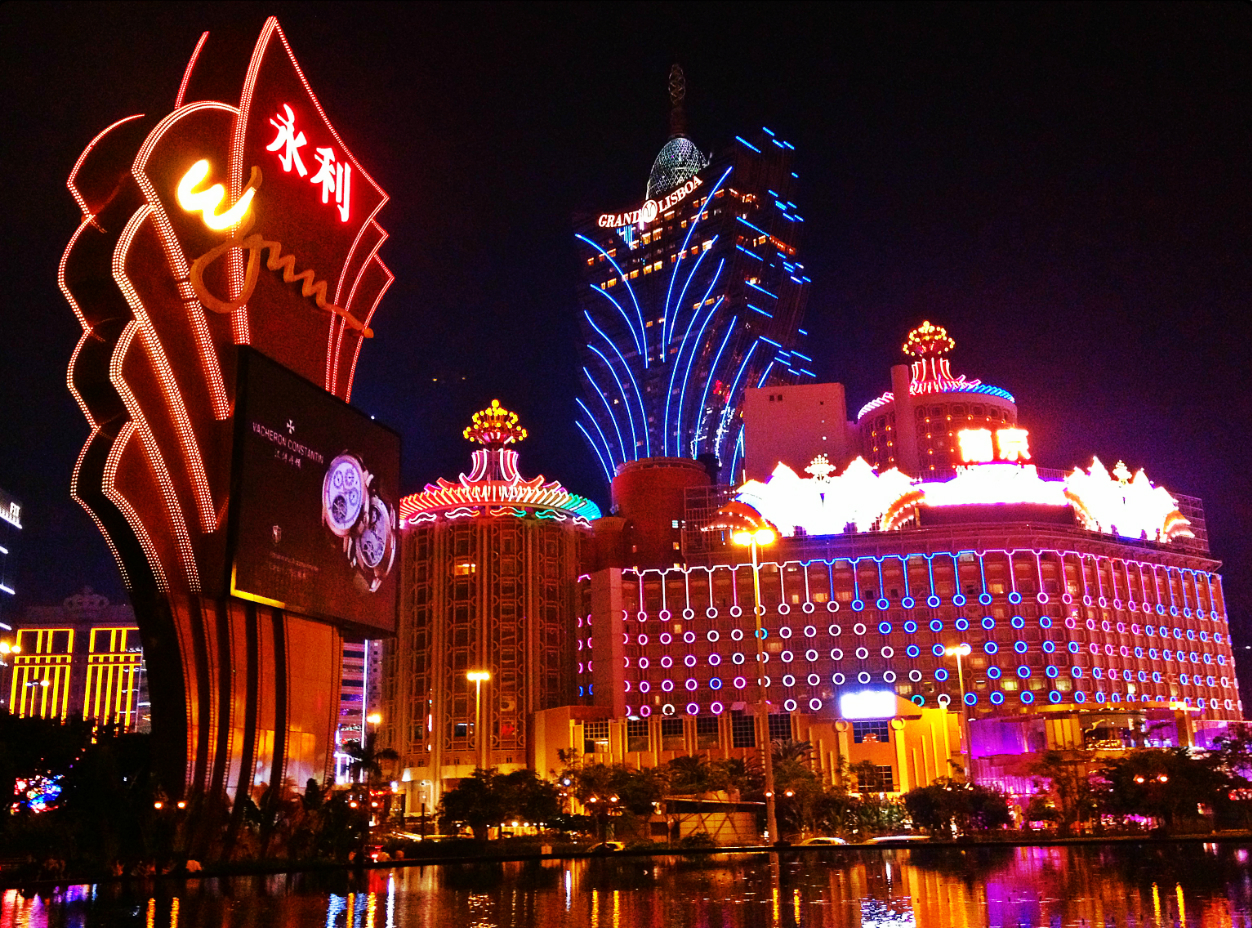
Het Casino Lisboa uit 1970 en op de achtergrond het veel grotere Grand Lisboa uit 2008
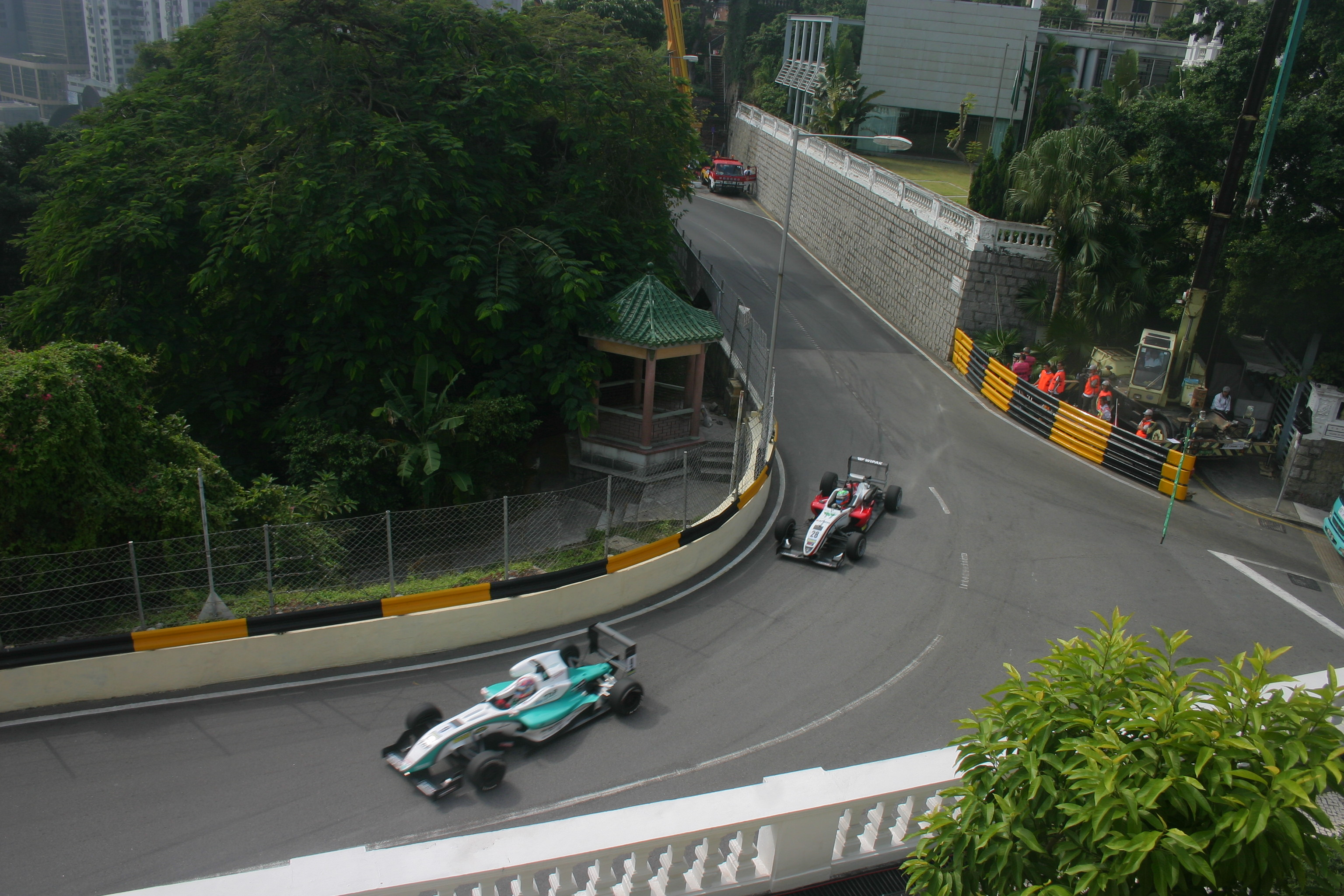
De Grand Prix van Macau in 2010
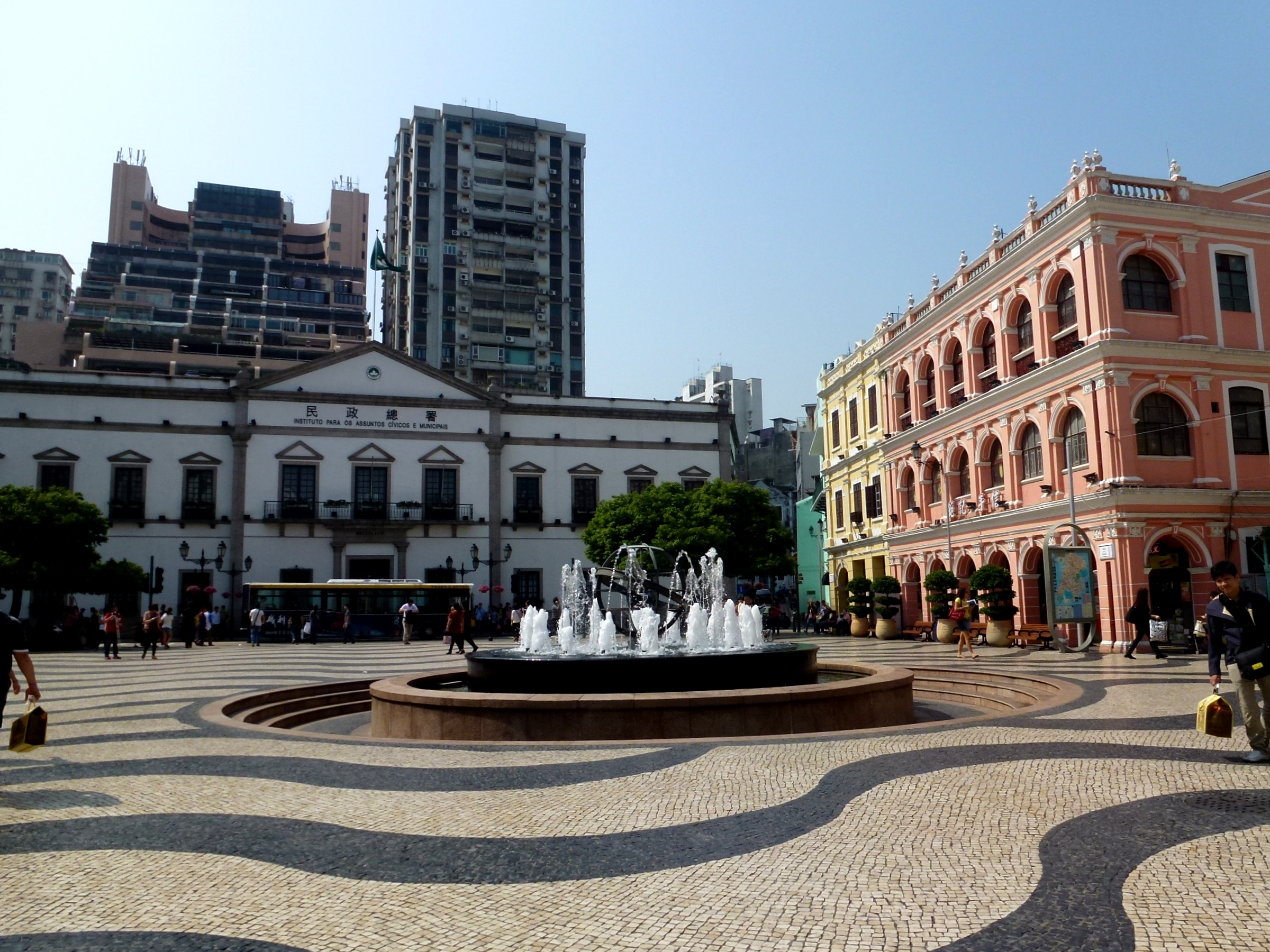
Koloniale architectuur rond het Senadoplein in het Historisch centrum van Macau
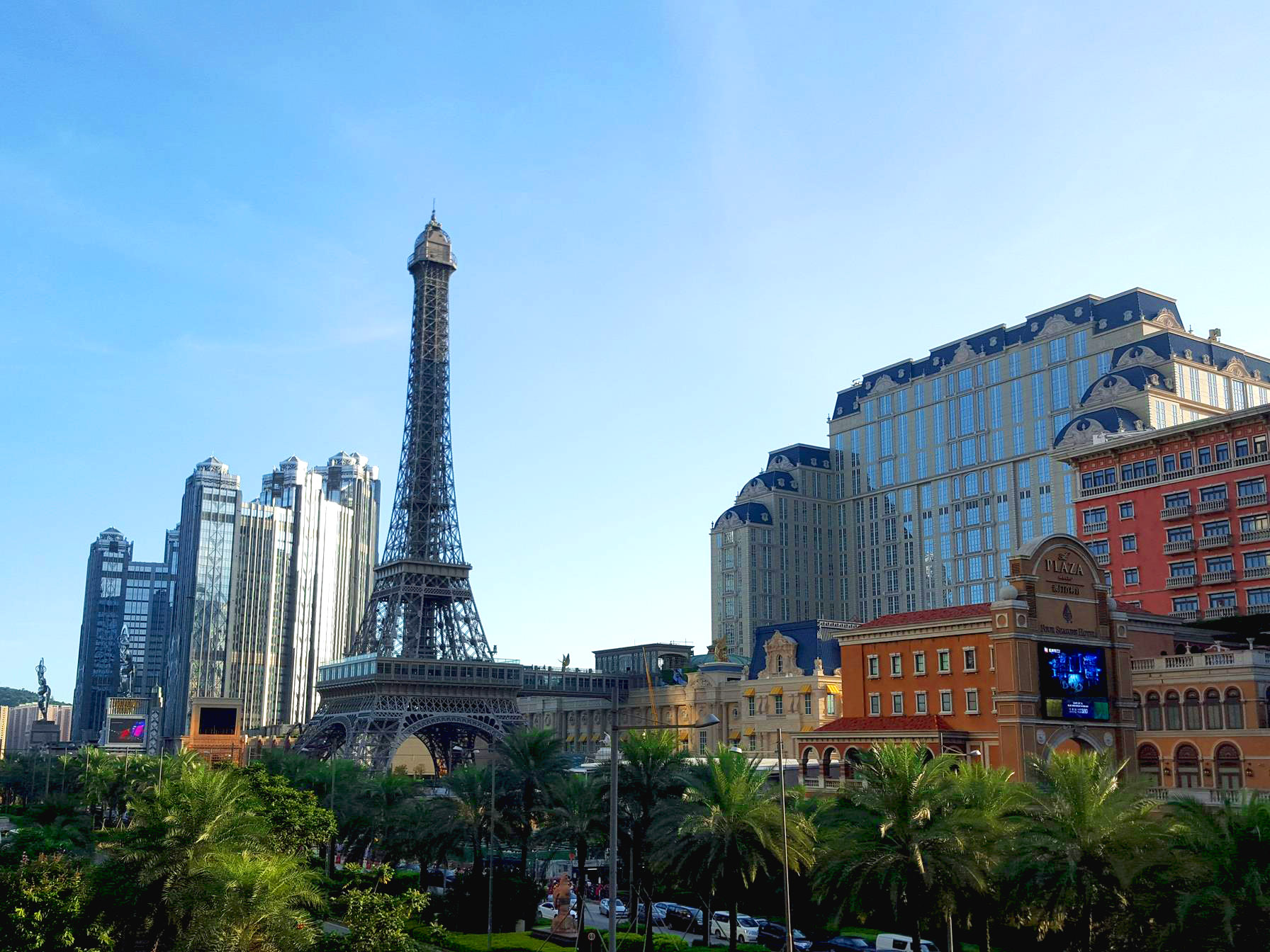
The Parisian Macao, met replica van de Eiffeltoren. Een van de vele casinoresorts aan de Cotai strip in Macau